# صموئيل هارون غولدستاين
صموئيل هارون غولدستاين (بالإنجليزية: Samuel Aaron Goldstein)‏ هو حاخام نيوزيلندي، ولد في 12 يونيو 1852 في لندن في المملكة المتحدة، وتوفي في 29 مايو 1935.